# Commodore LCD
Commodore LCD (skraćeno CLCD) ime je za LCD prijenosno računalo koje je proizvodila tvrtka Commodore International. U siječnju 1985. bio je predstavljen na Sajmu elektronike u Las Vegasu, ali nikada nije bio pušten u masovnu proizvodnju. Commodore LCD nije bio kompatibilan s proizovdima koje je Commodore proizvodio do tada, ali imao je BASIC prevodilac 3.6, i imao je nekoliko aplikacija u ROM-u od 96 KB. CLCD imao je mikroprocesor Rockwell 65C102 s taktom od 2Mhz, dok je glavna memorija bila 32 KB.